# Hermine Gräfin von Bernstorff
Hermine Friederike Auguste Henriette Klara Anna Gräfin von Bernstorff (* 22. Oktober 1868 in Alt Steinhorst; † 26. Januar 1941 in Wernigerode) war eine deutsche Stiftsdame, Verbandsfunktionärin und Abgeordnete.

## Leben
Hermine von Bernstorff entstammte dem gräflichen Zweig des mecklenburgischen Uradelsgeschlechts von Bernstorff. Sie war die älteste Tochter von Andreas Gottlieb Karl Ernst (1837–1906) auf Wedendorf und dessen Frau Klothilde Gräfin von Bernstorff (1843–1920). Arthur von Bernstorff war ihr Großvater. Schon wenige Tage nach ihrer Geburt wurde sie am 30. Oktober unter Nr. 1575 als Expektantin im Einschreibebuch des Klosters Dobbertin eingeschrieben.

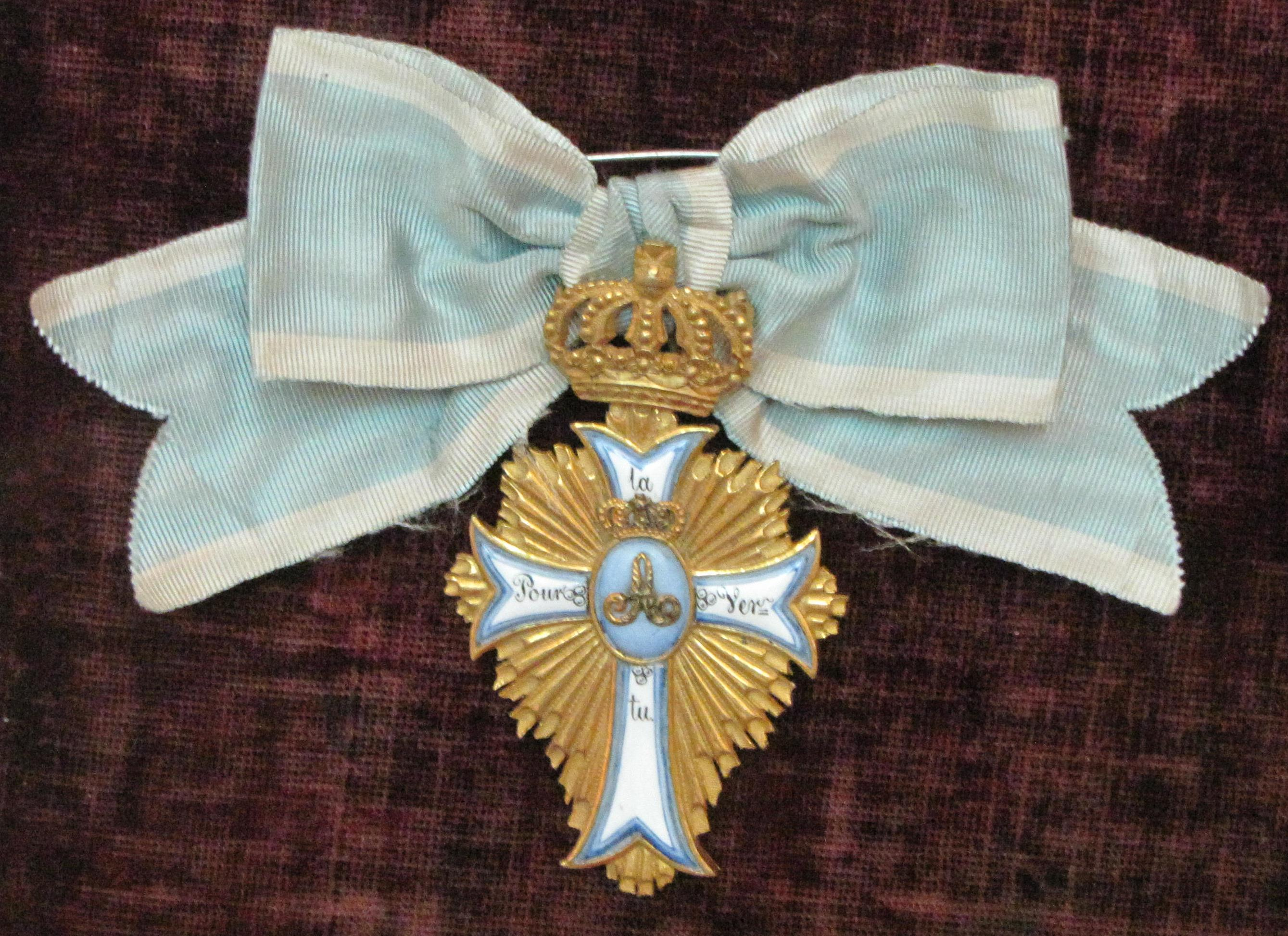
Stiftsorden Pour la vertu der Damen zur Vollen Hebung im Kloster Dobbertin

Bis 1916 stieg sie zur Dame zur vollen Hebung auf, das heißt, sie erhielt die höchstmögliche Rente aus dem Vermögen des Klosters, wurde aber offenbar nicht mehr Konventualin mit Wohnsitz im Kloster.
Hermine von Bernstorff, die eine markante Kurzhaarfrisur (Tituskopf) trug, blieb unverheiratet. Ab 1906 lebte sie mit ihrer verwitweten Mutter in einem Haus in der Orleansstraße (heute Heinrich-Mann-Straße) in Schwerin. Die sehr musikalische Gräfin leitete in Schwerin den liturgischen Domchor. Über 25 Semester gab sie im Predigerseminar Schwerin Unterricht im liturgischen Gesang.
Bei der Wahl am 13. Juni 1920 wurde sie als Abgeordnete der DNVP in den ersten demokratischen Landtag von Mecklenburg-Schwerin gewählt. Damit war sie eine von nur vier weiblichen Abgeordneten. Schon im folgenden Jahr schied sie aus dem Landtag aus, als sie nach Wernigerode zog.
Hermine von Bernstorff war langjähriges Mitglied und Funktionärin im Deutsch-Evangelischen Frauenbund. Schon in Schwerin aktives Mitglied, wurde sie nach dem Umzug nach Wernigerode Vorsitzende des Ortsverbandes Wernigerode und später Vorsitzende erst des mecklenburgischen, dann des Landesverbandes Sachsen-Anhalt und als solche auch Mitglied des Bundesvorstandes.